# Бой у Роты (1808)
Бой у Роты — морское сражение периода Наполеоновских войн, происходившее 4 апреля 1808 года у берегов испанского города Роты в Кадисском заливе. Фрегаты Королевского военно-морского флота Mercury, Alceste и шлюп Grasshopper перехватили большой испанский торговый конвой, защищённый флотилией из двадцати канонерских лодок и несколькими береговыми батареями. В результате сражения семь торговых судов были захвачены, две канонерки потоплены, а семь были вынуждены выброситься на берег.

## Перед боем
Блокада Кадиса Королевским флотом продолжалась ещё в течение двух лет после Трафальгарского сражения 1805 года. Цель блокады была той же, что и в 1805 году — запереть франко-испанский флот в гавани, а также внимательно следить на любыми передвижениями противника по морю и атаковать его при необходимости. К числу судов, осуществляющих блокаду порта, относились и эти три судна — 38-пушечный фрегат Alceste под командованием капитана Мюррея Максвелла, 28-пушечный фрегат Mercury, под командованием капитана Джеймса Александра Гордона и 18-пушечный шлюп Grasshopper (шестнадцать 32-фунтовых карронад, и две длинных 6-фунтовых пушки), под руководством капитана Томаса Сеарла.

## Ход боя
Фрегаты Mercury и Alceste и шлюп Grasshopper стояли на якоре в трёх милях к северо-западу от маяка Сан-Себастьян, неподалеку от Кадиса, когда был замечен большой торговый конвой, под защитой около 20 канонерских лодок и многочисленной артиллерии береговых батарей, который двигался вдоль берега с севера. В три часа дня, когда испанский конвой находился на траверзе города Рота, Alceste и два других судна снялись с якоря, и с ветром вест-зюйд-вест двинулись в сторону испанских судов.
В 4 часа дня пройдя через заградительный огонь испанских канонерских лодок и батарей, британские корабли открыли огонь. Mercury и Alceste сконцентрировали огонь на канонерских лодках, в то время как Grasshopper, осадка которого была меньше, расположился на мелководье, и двигался на юг от города так близко к батареям, что картечь от его карронад не давала испанцам воспользоваться своими орудиями, и в то же время удерживала на расстоянии канонерские лодки, которая прибыли из Кадиса, чтобы помочь канонеркам, которые сражались с двумя фрегатами. Положение Alceste и Mercury также оказалось весьма критичным и потому они, находясь с наветренной стороны, вынуждены были лавировать каждые пятнадцать минут, опасаясь сесть на мель.
В разгар сражения первый лейтенант Alceste Аллен Стюарт вызвался атаковать испанский конвой на шлюпках. Таким образом в атаку устремились катера Alceste с морскими пехотинцами, а вслед за ним последовали и шлюпки с Mercury, возглавляемые лейтенантом Уоткином Оуэном Пеллом. Как они достигли испанского конвоя, два отряда шлюпок атаковали и взяли на абордаж семь купеческих судов, и несмотря на сильный огонь испанских батарей, увели их из под защиты барж и пинасов франко-испанской эскадры которые к тому времени соединились с флотилией канонерских лодок. К 7 часам вечера сражение закончилось и британские корабли отошли с захваченными призами.

## Результаты
Помимо захвата семи торговых судов, британские фрегаты также уничтожили две канонерские лодки, а ещё семь были вынуждены выброситься на берег. Захваченные купеческие суда перевозили корабельный лес, порох и оружие для арсеналов Кадиса. Англичане понесли незначительные потери — один человек погиб и два получили лёгкие ранения на борту Grasshopper, остальные корабли потерь не имели. С другой стороны, все суда получили серьёзные повреждения корпуса, мачт, такелажа и парусов.
В 1847 году Адмиралтейство выпустило медаль «За Роту 4 апреля 1808», которой были награждены все участники этого сражения.